# شویدنگک
شویدنگک (به لهستانی:  Świdnik) یک منطقهٔ مسکونی در لهستان است که در شهرستان شویدنگک واقع شده‌است. شویدنگک ۲۰٫۳۵ کیلومتر مربع مساحت و ۴۰٬۰۴۰ نفر جمعیت دارد.